# Forces Armées CA Bangui
Forces Armées CA Bangui (FACA Bangui) ist ein Fußballverein in Bangui (Zentralafrikanische Republik). Es ist der Sportklub der Forces Armées Centrafricaines, des zentralafrikanischen Militärs und wurde 1986 gegründet.

## Erfolge
Dem Verein, der in den 1990er Jahren seine glanzvollen Zeiten hatte, gelang es erstmals 1991, die Meisterschaft zu gewinnen. Vier Jahre später gelang ihm der zweite Meistertitel. Im nationalen Pokalwettbewerb gelangen ihm 1990 und 1994 zwei Erfolge.
- Central African Republic League (2): 1991, 1995
- Central African Republic Coupe Nationale (2): 1990, 1994

## Statistik in den CAF-Wettbewerben
| Saison | Wettbewerb                 | Runde    | Land    | Verein                | Heim | Auswärts |
| ------ | -------------------------- | -------- | ------- | --------------------- | ---- | -------- |
| 1991   | African Cup Winners’ Cup   | Vorrunde | Niger   | Olympic Niamey        | 1:3  | 1:5      |
| 1992   | CAF Cup of Champions Clubs | Vorrunde | Tschad  | FC Tourbillon         | 1:1  | 0:0      |
| 1996   | CAF Cup of Champions Clubs | Vorrunde | Burundi | Fantastique Bujumbura | w/o  |          |

- 1996: FACA Bangui verzichtete.